# The Charlatans
The Charlatans é uma banda de rock alternativo do Reino Unido, que está na ativa desde 1989. Formaram-se originalmente em Birmingham, com o baixista Martin Blunt, Rob Collins nas teclas, Jon Brookes na bateria, o guitarrista John Baker e o vocalista Baz Ketley, que foi quase imediatamente substituído por Tim Burgess.
Para iniciar a turnê europeia de comemoração aos 20 anos de atividade, a banda escolheu Portugal para um concerto em Fevereiro de 2008.

## Discografia

### Álbuns de estúdio
- Some Friendly  (1990)
- Between 10th and 11th  (1992)
- Up to Our Hips  (1994)
- The Charlatans  (1995)
- Tellin' Stories  (1997)
- Us and Us Only  (1999)
- Wonderland  (2001)
- Up at the Lake  (2004)
- Simpatico  (2006)
- You Cross My Path (2008)
- Who We Touch (2010)
- Modern Nature (2015)
- Different Days (2017)

### Compilações
- Melting Pot  (1998)
- Songs from the Other Side  (2002)
- Forever: The Singles  (2006)
- Collection (2007)

### Ao vivo
- Live It Like You Love It  (2002)
- Live At Delamere Forest  (2007)